# Троценко, Софья Сергеевна
Софья Сергеевна Троценко (6 ноября 1979, Москва, СССР) — российский арт-продюсер, основатель Центра современного искусства ВИНЗАВОД (Москва), президент Фонда поддержки современного искусства «Винзавод», директор Школы дизайна ИОН РАНХиГС при Президенте Российской Федерации, председатель комиссии Общественной палаты по делам молодежи и спорту и заместитель председателя комиссии Общественной палаты по культуре и культурно-историческому наследию.

## Образование
В 2001 году окончила ВГИК по специальности «менеджмент в сфере культуры». В 2010 году окончила с красным дипломом Российскую академию государственной службы при президенте Российской Федерации.

## Карьера
Родилась в Москве 6 ноября 1979 года. В 15 лет работала манекенщицей в Театре моды Славы Зайцева. После института занималась недвижимостью, разрабатывая варианты приспособления старых зданий к современным нуждам с последующим управлением такими объектами. В 2003 году организовала на тот момент крупнейшую в Москве профессиональную фотостудию Eleven. Входит в экспертный совет Архитектурной премии Москвы.

## Центр современного искусства ВИНЗАВОД
В 2007 году Софья Троценко создала и возглавила крупнейший в России Центр современного искусства ВИНЗАВОД. Деятельность центра делится на две части. Первая — это проекты 9 галерей, находящихся на территории Центра в статусе арендаторов, второе — это некоммерческие всероссийские проекты, организуемые самим ВИНЗАВОДом (СТАРТ, ТЕРРИТОРИЯ ДИЗАЙНА, Стена, «Лучшие фотографии России», «Платформа» (совместно с «Седьмой студией») и ВИНЗАВОД ПРОСВЕТ).
Проходившую на ВИНЗАВОДе выставку «Лучшие фотографии России» в 2010 и в 2012 годах посетил президент (премьер-министр) России Дмитрий Медведев.
В марте 2012 года покинула Центр современного искусства ВИНЗАВОД и начала работать заместителем руководителя аппарата вице-мэра г. Москвы. После окончания своей деятельности в мэрии вернулась на ВИНЗАВОД. 

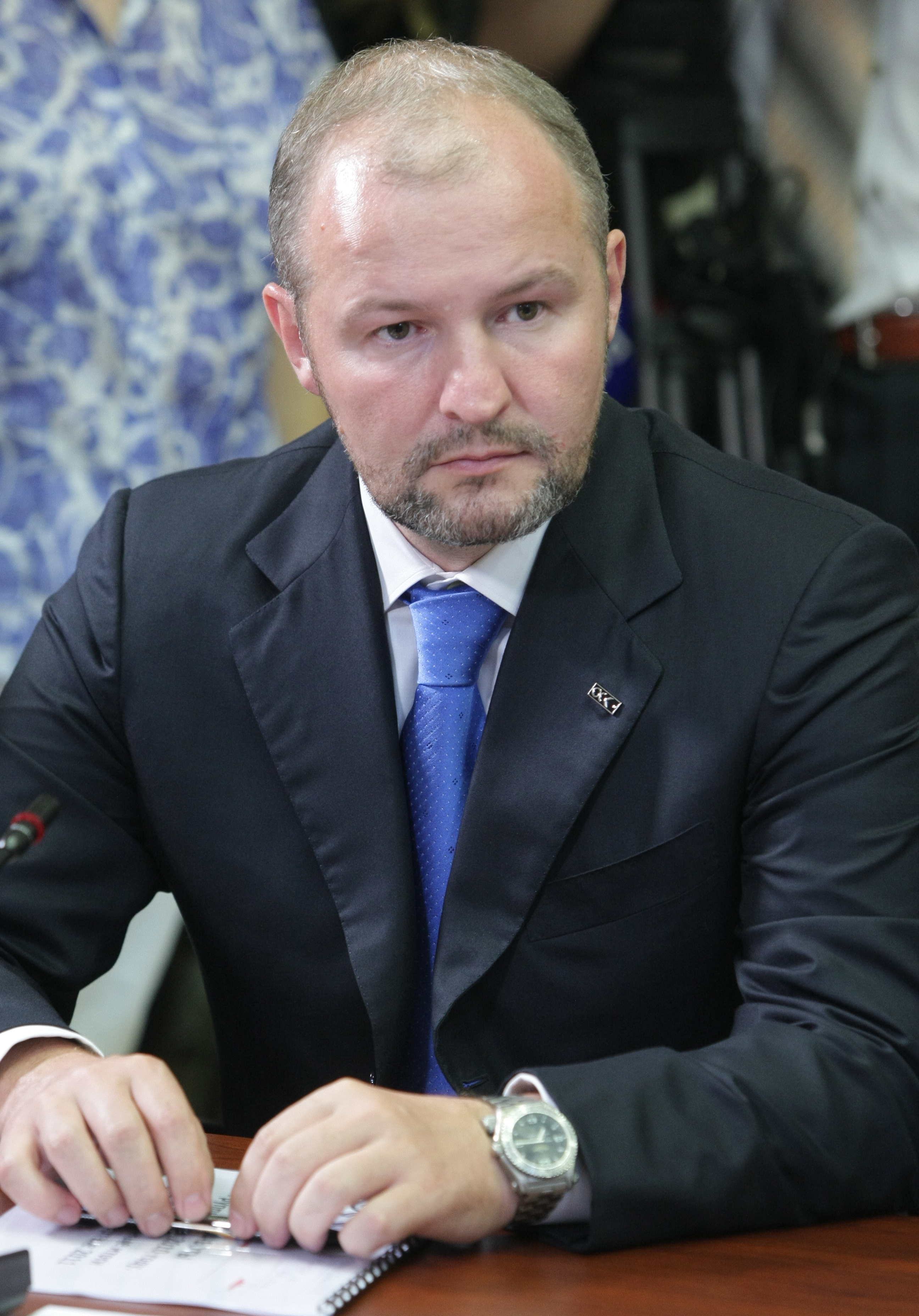
Роман Троценко

## Семья
- муж — Троценко, Роман Викторович (р. 1970 году), советский и российский предприниматель;
- трое детей.